# Parodia formosa
Parodia formosa ist eine Pflanzenart aus der Gattung Parodia in der Familie der Kakteengewächse (Cactaceae). Das Artepitheton formosa leitet sich vom lateinischen Wort formosus für ‚stattlich‘ ab und verweist auf das Erscheinungsbild der Pflanzen.

## Beschreibung
Parodia formosa wächst in der Regel einzeln. Die hellgrünen kugelförmigen Triebe erreichen Durchmesser von bis zu 8 Zentimeter. Der Triebscheitel ist spärlich mit Wolle besetzt. Die 13 bis 26 Rippen sind in niedrige, bis zu 6 Millimeter hohe Höcker untergliedert. Die auf ihnen befindlichen Areolen sind weiß. Die sechs bis zwölf geraden und nadeligen Mitteldornen sind rötlich braun gefärbt. Sie weisen eine Länge von 0,3 bis 1,2 Zentimeter auf. Die 20 bis 30 helleren Randdornen sind 3 bis 8 Millimeter lang.
Die schwefelgelben Blüten erreichen Längen von bis zu 4,5 Zentimeter. Ihr Perikarpell und die Blütenröhre sind mit weißer Wolle und häufig einigen Borsten besetzt. Die Narbe ist hellgelb. Die kugelförmigen Früchte enthalten bräunliche Samen.

## Verbreitung, Systematik und Gefährdung
Parodia formosa ist in den bolivianischen Departamentos Chuquisaca, Santa Cruz und Tarija in Höhenlagen von 500 bis 650 Metern verbreitet.
Die Erstbeschreibung durch Friedrich Ritter wurde 1964 veröffentlicht. Es existieren zahlreiche taxonomische Synonyme.
In der Roten Liste gefährdeter Arten der IUCN wird die Art als „Least Concern (LC)“, d. h. als nicht gefährdet geführt.

## Nachweise